# Iljuschin Il-108
Die Iljuschin Il-108 (russisch Ильюшин Ил-108) war ein russisches Projekt für ein zweistrahliges Geschäftsreiseflugzeug des russischen Herstellers Iljuschin.

## Geschichte
Das Konstruktionsbüro Iljuschin arbeitete Anfang der neunziger Jahre an einem Geschäftsreiseflugzeug mit der Bezeichnung Il-108. Ein erstes Modell wurde im Jahre 1990 vorgestellt.
Der Entwurf sah entweder eine neun- oder 15-sitzige Ausführung vor. Die Maschine sollte ein zweistrahliger Tiefdecker mit T-Leitwerk werden. Die beiden Lotarjow-DW-2-Triebwerke wären oberhalb der Rumpfmitte am Heck angebracht worden und hätten je 22 kN Schub geliefert. Eine zweite Version sollte mit 35,2 kN starken High-bypass-Triebwerken DW-22 ausgerüstet werden.

## Technische Daten
| Kenngröße             | Daten                                                |
| --------------------- | ---------------------------------------------------- |
| Besatzung             | 2                                                    |
| Passagiere            | max. 15                                              |
| Länge                 | 15,85 m                                              |
| Spannweite            | 15,00 m                                              |
| Höhe                  | 5,50 m                                               |
| Flügelfläche          |                                                      |
| Nutzlast              | 1.500 kg                                             |
| max. Startmasse       | 14.300 kg                                            |
| Reisegeschwindigkeit  | 800 km/h                                             |
| Höchstgeschwindigkeit |                                                      |
| Dienstgipfelhöhe      |                                                      |
| Reichweite            | 6000 km mit 9 Passagieren 4850 km mit 15 Passagieren |
| Triebwerke            | 2 × Lotarjow DW-2; je 22 kN                          |